# Acanthaluteres spilomelanurus
Acanthaluteres spilomelanurus är en fiskart som först beskrevs av Jean René Constant Quoy och Joseph Paul Gaimard 1824.  Acanthaluteres spilomelanurus ingår i släktet Acanthaluteres och familjen filfiskar. Inga underarter finns listade i Catalogue of Life.